# Szalai István (labdarúgó, 1945)
Szalai István (Bácsbokod, 1945. augusztus 13. – 2018. november 11.) labdarúgó, hátvéd, edző.

## Pályafutása
Szegeden az UTC csapatában kezdte a labdarúgást. Szerepelt a Szegedi VSE és a Szegedi Dózsa csapataiban. 1968-ban igazolt a Szegedi EAC együtteséhez. Az élvonalban 1968. június 22-én mutatkozott be a Dunaújvárosi Kohász ellen, ahol csapata 1–0-s vereséget szenvedett. Egyik emlékezetes mérkőzése volt 1977. december 17-én a későbbi bajnok Újpesti Dózsa ellen, amikor 21 perc játék után Fekete Lászlóval együtt a játékvezető kiállította. Ennek ellenére csapata kiváló játékkal 6–2-re megnyerte a találkozót. Az élvonalban összesen 62 mérkőzésen szerepelt és három gólt szerzett.